# Assemblée nationale (Belize)
Pour les autres articles nationaux ou selon les autres juridictions, voir Assemblée nationale.

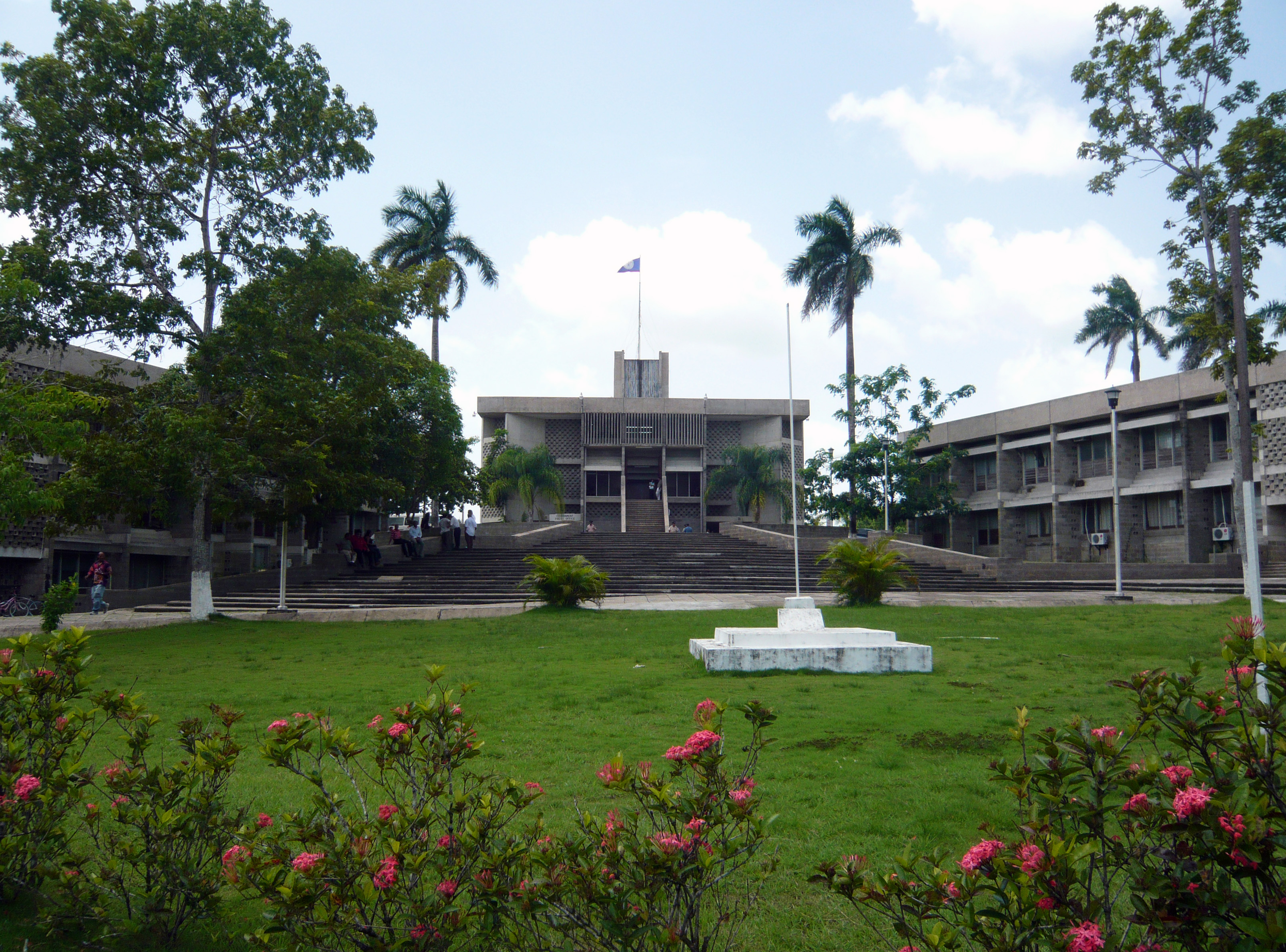
Le bâtiment de l'Assemblée nationale situé à Belmopan sur la place de l'Indépendance.

L'Assemblée nationale (en anglais : National Assembly) est le parlement bicaméral du Belize. La Chambre des représentants constitue la chambre basse, composée de 31 membres élus au suffrage universel. Le Sénat forme quant à lui la chambre haute, avec 13 membres nommés par le gouverneur général après consultation du Premier ministre et du chef de l'opposition.
L'Assemblée nationale est instaurée le 31 décembre 1963 en remplacement de l'Assemblée législative monocamérale. Sa création fait suite de l'introduction de la nouvelle Constitution du Honduras britannique, ancien nom du Belize alors colonie du Royaume-Uni.
Les deux chambres se réunissent en session ordinaire une fois par mois.